# Chimik-SKA Nawapolazk
Chimik-SKA Nawapolazk (russisch Химик-СКА Новополоцк) ist ein belarussischer Eishockeyklub aus Nawapolazk, der in der belarussischen Extraliga spielt. Der Klub wurde 1993 gegründet und trägt seine Heimspiele im Eis- und Kulturpalast Nawapolazk aus, der 1.400 Zuschauern Platz bietet.

## Geschichte
Das erste Eishockeyspiel in Nawapolazk wurde im Februar 1960 ausgetragen, wobei sich ein Team aus Borowucha und Nawapolazk gegenüberstanden. Erst vier Jahre später nahm Neftjanik Nawapolazk das erste Mal an der vierten Spielklasse der Weißrussischen SSR teil. Sponsor und Namensgeber der Mannschaft war die örtliche Raffinerie. Ein Jahr später gelang der Aufstieg in die dritte Liga.
Ab 1974 spielte die Mannschaft unter dem Namen Chimik und wurde 1990 Meister der Weißrussischen SSR. Im selben Jahr gewann die Mannschaft den Gewerkschaftspokal und durfte damit an der zweiten Spielklasse der Sowjetunion, der heutigen Wysschaja Liga, teilnehmen. Im August 1994 wurde in Nawapolazk der Eis- und Kulturpalast eröffnet, der seitdem Heimspielstätte des Vereins ist. Zwischen 1994 und 2003 spielte der Verein unter dem Namen Polimir Nawapolazk. Namensgeber und Hauptsponsor war der örtliche Polymir-Konzern.
Über mehrere Jahre nahm die Mannschaft auch an der East European Hockey League teil. Sowohl 1996 als auch 1997 gewann die erste Mannschaft des Vereins die belarussische Meisterschaft und nahm daher in den jeweils folgenden Jahren am IIHF Continental Cup teil.
In der Saison 2003/04 kehrte der Klub zu seinem alten Namen Chimik zurück, bevor er seit 2004 unter seinem heutigen Namen Chimik-SKA spielt.

## Erfolge
Der Verein gewann bisher zweimal die belarussische Meisterschaft – 1996 und 1997.

## Bekannte ehemalige Spieler
- Andrej Kaszizyn
- Sjarhej Kaszizyn